# 閔丙奭

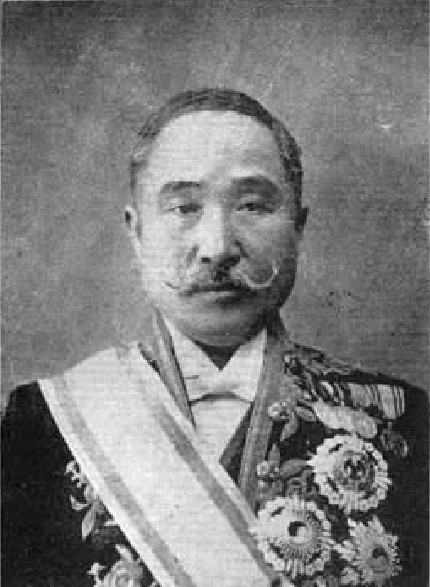
閔丙奭(1910年)

閔 丙奭（びん へいそく、민병석、ミン・ビョンソク、1858年 - 1940年8月）は、朝鮮の政治家。日本統治時代の朝鮮貴族（子爵）。閔妃の親戚。李王職長官、中枢院顧問。

## 生涯

### 前半生
1858年、忠清南道懐徳郡に生まれる。1879年に科挙の丙科に合格し、閔妃に代表される驪興閔氏の下で出世街道を歩んだ。1882年の壬午軍乱では閔妃擁護に回り、以降彼女から寵愛を受けるようになった。

### 官僚
1884年、成均館の責任者である大司成と都承旨の要職に奉じられた。また、甲申政変の際大日本帝国へ亡命した金玉均の暗殺計画を立てている。閔妃と興宣大院君との対立が悪化したため一時期政治から身を引いていたが、1888年に礼曹の判書に就き復帰した。1889年から5年間、平安道にて監使を務めたが、その政治のあり方は趙秉世から批判された。
驪興閔氏自体反日思想であったため、初めのころは閔も日本を快く思っていなかった。日清戦争が勃発すると清と内通し、朝鮮から日本勢力を追い出そうとしたが失敗、流謫された。三国干渉後釈放された閔は、露館播遷の親露派・李完用との繋がりを重要視され、内閣に起用されている。

### 大韓帝国期
閔氏の親族に当たる閔は、閔妃殺害後も要職を担った。朝鮮における日本の影響が色濃くなると、李完用とともに親露派から親日派へと移った。
1897年、大韓帝国の建国が宣言されると、宮内府大臣や憲兵部隊司令など要職を歴任、さらに大韓天一銀行や農産業会社など、金融界、産業界でも活躍した。1905年には伊藤博文を招聘するため日本に渡っている。

### 日韓併合期

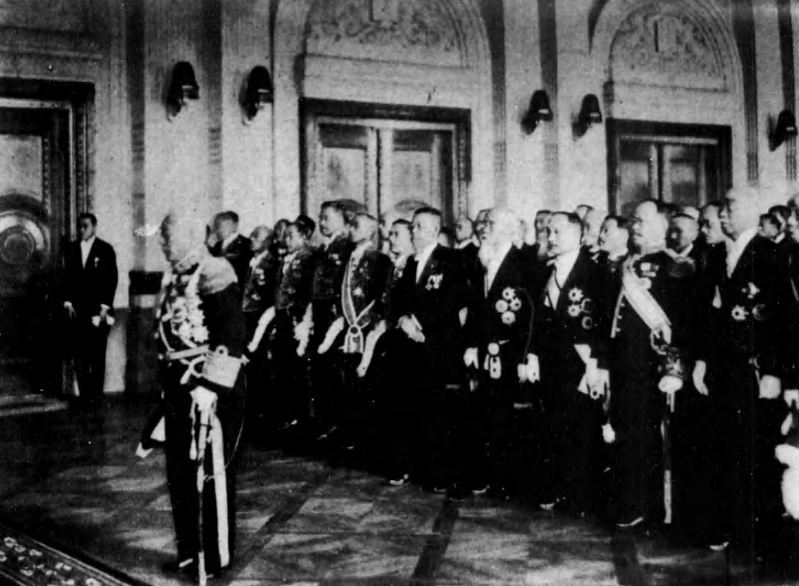
朝鮮総督・斎藤実（左）と元旦拝賀式に臨む閔丙奭（右から2人目）。1931年

1910年、日韓併合条約締結に賛成し、日本から朝鮮貴族として子爵位を受けた(現在の韓国国内では、この時併合条約に賛成した閔含め8人の閣僚のことを庚戌国賊と呼び、売国奴であるとして忌避されている)。1911年には李垠と梨本宮方子女王との政略結婚に関わった 。1912年には明治天皇大喪の礼に参列している。
1925年から1939年まで朝鮮総督府中枢院顧問を務め、閔の妻が幹事を務める親日団体を設立した。1935年には、朝鮮総督府が編纂した朝鮮功労者名鑑に名を連ねた。
1940年8月に死去。

### 死後
2002年に発表された親日派708人名簿、及び2008年に民族問題研究所が親日人名辞典編纂のため事前にまとめた親日派リストに、息子の閔弘基、閔復基共々記載された。
2007年、親日反民族行為者財産調査委員会により、閔が所有していた財産を没収する決定がなされた。11月22日には、親日反民族行為者財産の国家帰属に関する特別法の適用により第三者に相続した財産も没収の対象となった。この決定を受け、閔の子孫は、該当する財産は親日行為の見返りとして得たものではないとし、不服申し立てを行った。